# 13. brigáda (Austrálie)
13. brigáda je jednotkou rezervní armády, která je součástí Australské armády. Původně byla zformována ve Victorii v roce 1912 v rámci milicí a od té doby byla několikrát rozpuštěna a znovu zformována. V první světové válce byla jako součást First Australian Imperial Force nasazena na západní frontě. V druhé světové válce bránila australskou půdu a později byla nasazena v tažení na Nové Británii. Naposledy byla brigáda zformována v roce 1988 a jednotka existuje dodnes. Její velitelství se nachází v Perthu v Západní Austrálii a jednotlivé jednotky jsou rozmístěny napříč tímto australským státem – Joondalup, Geraldton, Kalgoorlie, Albany, Katanning a Rockingham. 13. brigáda v současné době spadá pod 2. divizi a jejím hlavním úkolem je obrana území Západní Austrálii.

## Historie

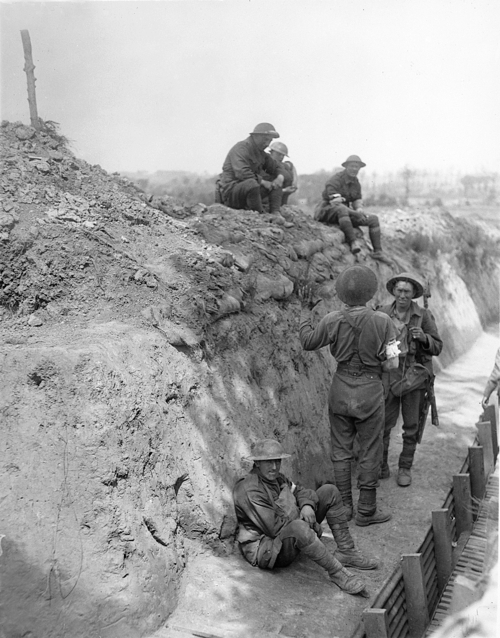
Bitva u Messines – zranění vojáci z 49. praporu, červen 1917.

Počátky 13. brigády sahají do roku 1912, kdy byla jednotka poprvé zformována v rámci milicí a byla přiřazena k 3. vojenskému obvodu. V té době byly brigádní jednotky rozprostřeny po státu Victoria (například v South Yarra, Prahran, St Kilda, South Melbourne, Albert Park a Port Melbourne).

### První světová válka
Nucená evakuace spojeneckých jednotek od Gallipoli v prosinci 1915 vedla australskou vládu k rozhodnutí rozšířit Australian Imperial Force vytvořením dalších třech divizí (ke dvěma již existujícím). Příslušníci praporů prvních čtyř brigád bojujících u Gallipoli byli rozděleni, aby se stali zkušeným jádrem nově vznikajících praporů. Zároveň během těchto změn byla 3. pěší brigáda rozdělena a z její části vznikla 13. pěší brigáda, která byla součástí 4. australské divize. Brigáda v té době byla tvořena čtyřmi prapory pěchoty – 49., 50.,51. a 52. praporem.
13. brigáda byla zformována v Egyptě pod velením brigádního generála Thomase Glasgowa. V Egyptě také došlo k jejímu výcviku a 30. března 1916 příslušníci brigády odpluli z Alexandrie do Francie na palubách třech transportních lodí (Arcadian, Invernia a Japanese Prince). Vylodili se v Marseille a poté byli posláni vlakem na sever. Do bojů se brigáda poprvé zapojila v polovině května, kdy se přesunula do sektoru nedaleko Petillonu. V následujících dvou a půl letech se vojáci účastnili mnoha zákopových bojů ve Francii a v Belgii.
První větší akcí byla bitva o Mouquet Farm v srpnu 1916, následovali boje u Messines a Passchendaele během roku 1917 a také v okolí Dernacourtu, na řece Ancre, kde brigáda zajišťovala obranu oblasti na počátku roku 1918. Brigáda se také zapojila do bitvy o Villers-Bretonneux dne 25. dubna 1918, během druhé bitvy na Somme. Brigáda během těchto bojů utrpěla těžké ztráty, které dosáhly takových rozměrů, že v polovině května byl 52. prapor rozpuštěn a jeho příslušníci přiděleni ke zbylým třem praporům. V červnu 1918 byl Glasgow povýšen a převzal velení 1. divize. Velení 13. brigády po něm převzal brigádní generál Sydney Herring, který ve velení zůstal až do konce války.
Po zastavení německé ofenzívy se brigáda v srpnu 1918 zapojila do spojeneckých ofenzivních akcí, známých jako stodenní ofenzíva, v okolí Amiens. V bojových operacích pokračovali až do druhé poloviny září. Na počátku října byla většina australských sborů z první linie stažena za účelem odpočinku. Po válce se brigáda vrátila domů a byla rozpuštěna.

### Meziválečné období
Na základě opětovného přeorganizování milicí byla 13. brigáda opět zformována jako jednotka 5. vojenského obvodu. V té době sestávala z 11., 16., 28. a 44. pěšího praporu a 10. lehkého jízdního pluku. Zpočátku byli síly Citizens Force tvořeny směsí dobrovolníků a odvedenců, ovšem ve 20. letech 20. století byli příslušníci povinné služby koncentrovány v lidnatých centrech, což vedlo k tomu, že některé místní jednotky, například 16. prapor umístěný na zlatonosných polích, měly minimální počet mužů. Na konci roku 1929 byl tento model zcela opuštěn vládou Jamese Scullina a nahrazen plánem dobrovolných milicí. Důsledkem toho došlo v roce 1930 k dočasnému sloučení 11. a 16. praporu. Opět zmíněné prapory byly odděleny v roce 1936, kdy pod hrozbou války docházelo k rozšiřování australských vojenských sil.

### Druhá světová válka

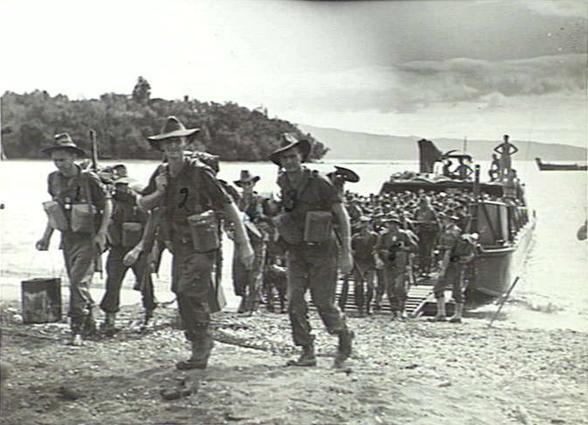
Tažení na Nové Británii – australští vojáci z 16. praporu, březen 1945.

Po vypuknutí druhé světové války v roce 1939 byla brigáda zmobilizována a do roku 1942 byla hlavní jednotkou bránící území Západní Austrálie. Jejím hlavní úkolem bylo bránit pobřeží před případnou japonskou invazí. Během této doby byl od brigády také odpojen 44. prapor a po zbytek války pak brigádu tvořily pěší prapory 11., 16. a 28. V roce 1943 hrozba invaze poklesla a brigáda byla převelena do Severního teritoria a přiřazena k Northern Territory Force. Zde brigáda zůstala až do roku 1944, kdy byla převelena k 5. divizi a poslána na Novou Británii, kde se zúčastnila tažení proti japonským silám a na ostrově zůstala až do konce války. Zde probíhající boje měly omezený rozsah a snahou australských sil bylo spíše japonskou posádku izolovat než zničit. Od roku 1940 do poloviny 1945 byla brigáda pod velením brigádního generála Erica McKenzieho.  Toho v květnu 1945 nahradil brigádní generál Robert Winning. Po návratu do Austrálie byla brigáda v roce 1946 rozpuštěna.

### Poválečné období
Znovu byla brigáda zformována v roce 1948 opětovně s velitelstvím v Západní Austrálii a přiřazena byla k Western Command. V té době brigádu tvořily dva prapory – 11./44. a 16./28. V roce 1960 došlo opětovně k rozsáhlé reorganizaci milicí a výsledkem bylo rozpuštění brigády.
Naposledy byla brigáda zformována v roce 1988 a je nyní zodpovědná za jednotky rezervní armády v Západní Austrálii. Brigáda je přiřazena k 2. divizi a její velitelství se nachází v Perthu. Jednotlivé jednotky jsou rozmístěny napříč Západní Austrálií (například Joondalup, Rockingham, Geraldton, Kalgoorlie, Albany a Katanning). Příslušníci brigády se zúčastnili misí na Šalomounových ostrovech, ve Východním Timoru a v Afghánistánu, a její příslušníci byli také nasazeni při pomoci civilnímu obyvatelstvu přímo v Austrálii.

## Dnešní struktura
Všechny jednotky spadající pod 13. brigádu jsou součástí rezervní armády.
- 11./28. prapor, Royal Western Australia Regiment
- 16. prapor, Royal Western Australia Regiment
- 13. polní skvadra, Royal Australian Engineers
- 'A' skvadra, 10. lehký jízdní pluk
- 13th Combat Services Support Battalion
- 190. signalizační skvadra
- 7. polní baterie, Royal Australian Artillery